# Umatac (cráter)
Umatac es un cráter de impacto del planeta Marte situado al suroeste del cráter Mie, al noreste de Loja y al este de Kumara, a 42.5° norte y 137.2º este. El impacto causó un boquete de 18 kilómetros de diámetro. El nombre fue aprobado en 1979 por la Unión Astronómica Internacional, en honor a localidad de Umatac, ubicada en la isla de Guam.